# 영파쟁공
영파쟁공(寧波爭貢) 혹은 영파의 난[寧波之亂]은 중국 명(明) 가정(嘉靖) 2년(1523), 일본 다이에이(大永) 3년, 명 영파(寧波)에서 일본인 겐도 소세쓰(謙道宗設)가 호소카와 가문(細川家)의 견명(遣明) 감합선(勘合船)에 방화하여 일어난 사건이다.

## 명칭
일반적으로 영파쟁공 혹은 영파쟁공사건(寧波爭貢事件)이라고 한다. 일본에서는 영파의 옛 이름인 명주(明州)에서 이름을 따와 메이슈의 난(明州の乱)이라고도 하거나, 오우치 가문(大内家)의 가신인 겐도 소세쓰가 촉발한 사건이라고 해서 소세쓰의 난(宗設の乱)이라고 부른다.

## 감합무역
중국의 명나라와 일본의 무로마치 막부(室町幕府) 사이에 행해진 감합무역(조공무역, 명일무역)은 명나라의 건문제(建文帝)와 무로마치 막부의 3대 쇼군 아시카가 요시미쓰 때 개시되었다. 명나라가 해금 정책(海禁政策)을 쓰고 있었기 때문에, 아시카가 막부의 쇼군은 「일본국왕」으로 책봉받음과 함께, 왜구(倭寇)와 구별하기 위한 감합부(勘合符, 해적과의 구별을 위해 무역선이 소지한 표찰)를 명나라로부터 발행받는다. 무역은 이 감합부를 통해 상대방을 승인하는 조공 형태로 행해졌으며, 십년에 한번 조공을 하는 등의 제한이 가해져 있었다. 막부가 파견한 사절에는 하카타(博多)나 사카이(堺) 등의 유력한 일본 상인들이 따라갔으며, 그 사이에 사무역(私貿易)이 행해졌다.

## 경위

### 배경
아시카가 가문의 가독(家督) 승계 다툼 등으로 인해 1467년에 오닌의 난(応仁の乱)이 벌어진다. 막부의 간레이 가문(管領家門)이자 사카이를 무역의 거점으로 하고 있던 호소카와 가문과, 야마구치를 본거지로 하며 하카타, 효고(오닌의 난으로 얻음) 등에 권익을 갖고 있던 오우치 가문이 각자 독자적으로 사절단을 파견해 무역을 경영하기 시작했다. 자연스레 호소카와와 오우치는 감합부를 둘러싸고 대립했다.
명나라에서는 정덕제가 새로 즉위했으며, 오우치 가문은 견명선(遣明船, 감합선)을 주최해 발행받은 정덕 감합부(正德勘合符)를 독점한다. 그리고 1523년에 오우치 요시오키(大内義興)가 겐도 소세쓰를 정사(正使)로 삼아 견명선을 파견한다. 호소카와 다카쿠니(細川高国)는 이에 대항해 란코 즈이사(鸞岡端佐)를 정사로 삼고 중국인 무역가 송소경(宋素卿)을 부사(副使)로 삼아, 이미 무효화된 홍치감합부(弘治勘合符)를 지니고 남해(南海)를 경유하는 견명선을 파견한다.

### 전개
영파에는 먼저 오우치 가문의 견명선이 입항해 있었기 때문에 호소카와 측에게 불리했지만, 호소카와 측의 부사 송소경이 명의 입항 관리소인 시박사(市舶司)의 대감에게 뇌물을 써 호소카와 측이 우선 입항 검사를 받도록 했다. 이에 오우치 측은 호소카와 측을 습격해 견명선을 모조리 불태워버린다. 명의 관헌은 호소카와 측을 지원했지만 겐도 소세쓰는 란코 즈이사를 죽인데 이어 소흥(紹興)으로 도망친 송소경 일행을 추격해 명의 관리들까지 살해하는 사건이 벌어진다.

### 결과
사건은 외교 문제로 비화되었으며 송소경은 옥에 갇혀 그대로 옥사한다. 명의 대일 감정이 악화 일로로 접어들자, 1529년에는 영파의 시박사 대감이 폐지된다. 견명선은 1536년(덴분 5년) 오우치 요시타카(大内義隆)가 재개했으며, 무역은 요시타카가 가신(家臣) 스에 하루카타(陶晴賢)의 모반으로 1551년(명나라 가정 31년, 일본 덴분 20년)에 몰락할 때까지 계속된다. 하지만 영파 근처의 쌍서(雙嶼)나 선산제도(船山諸島)등 연안부에서 일본 상인에 의한 사무역과 밀무역은 계속 활발하게 이루어졌으며, 북로남왜(北虜南倭)에 해당되는 왜구(후기 왜구)도 활동한다.

## 참고 자료
- 「해금」과 「왜구」(1)
- 경제사설: 명대의 해금과 밀무역[깨진 링크(과거 내용 찾기)]
- 우매함과 부패・성신(誠信)의 결여가 초래한 왜구의 난과 그 시대[깨진 링크(과거 내용 찾기)]

## 같이 보기
- 감합무역
- 삼포왜란
- 왜구
- 호종헌
- 후기왜구